# Zuill Bailey
Zuill Bailey (* 24. April 1972 in Alexandria/Virginia) ist ein US-amerikanischer Cellist.

## Leben und Werdegang
Bailey studierte am Peabody Conservatory, an der Juilliard School und an der Johns Hopkins University. Seine wichtigsten Lehrer waren Loran Stephenson, Stephen Kates und Joel Krosnick. Er trat als Solist mit namhaften Orchestern der USA, Israels und Österreichs unter der Leitung von Dirigenten wie Andrey Boreyko, Alan Gilbert, Carlos Kalmar, Jacques Lacombe, Andrew Litton, Grant Llewellyn, Jun Märkl, Itzhak Perlman, James De Priest, Stanislaw Skrowaczewski und Krzysztof Urbański auf. Als Kammermusiker arbeitete er u. a. mit dem Pianisten Leon Fleisher, dem Geiger Jaime Laredo, dem Juilliard String Quartet und den Cellisten Lynn Harrell, Janos Starker und David Martín zusammen. Mit der Pianistin Navah Perlman und dem Geiger Philippe Quint bildet er das Perlman/Quint/Bailey Trio. Regelmäßiger Duopartner ist der Pianist Awadagin Pratt.
Bei seinem New Yorker Debüt im Metropolitan Museum of Art spielte er mit Simone Dinnerstein sämtliche Sonaten für Klavier und Cello Ludwig van Beethovens. Bei seinem Debüt in der Carnegie Hall spielte er die amerikanische Erstaufführung von Mikis Theodorakis’ Rhapsody für Cello und Orchester. Er war auch Interpret der amerikanischen Erstaufführung von Nico Muhlys Cellokonzert mit dem Indianapolis Symphony Orchestra und der Uraufführungen von Werken Lowell Liebermans, Philip Lassers, Roberto Sierras, Benjamin Wallfischs und Michael Daughertys. Er unternahm Konzerttourneen durch Russland (mit dem Moskauer Kammerorchester), durch Australien, die Dominikanische Republik, Frankreich, Israel, Spanien, Südafrika, Hongkong, Jordanien, Mexiko, Südamerika und Großbritannien und trat u. a. beim Festival von Ravinia, am Interlochen Center for the Arts, beim Manchester Cello Festival, dem Festival Consonances in St. Nazaire (Frankreich) und dem Australian Festival of Chamber Music auf.
Zu seinen zahlreichen Musikaufnahmen zählen Johann Sebastian Bachs Cellosuiten, Benjamin Brittens Cello Symphony, Ernest Blochs Schelomo, Muhlys, Edward Elgars, Camille Saint-Saëns', Antonín Dvořáks und Erich Wolfgang Korngolds Cellokonzerte, das Gesamtwerk von Johannes Brahms für Cello und Klavier (mit Awadagin Pratt) und Kompositionen von Tschaikowski und Schostakowitsch. Für seine Aufnahme von Beethovens Werken für Klavier und Cello mit Simone Dinnerstein erhielt er 2006 und 2007 den Classical Recording Foundation Award. 2014 wurde er mit dem Johns Hopkins University Distinguished Alumni Award ausgezeichnet.